# Intercidona
Intercidona è una delle divinità a cui i romani attribuivano influenza sul destino dell'uomo (i cosiddetti Di indigetes), ed in particolare una delle tre divinità (Intercidona, Deverra, Pilunno), che proteggeva la partoriente dallo spavento causato dal dio Silvano.
Intorno alla casa dove giaceva quest'ultima, tre persone, di notte, colpivano i gradini con diversi oggetti che avevano una misteriosa connessione con le divinità menzionate, per non far entrare Silvano nella casa.